# Frank Andersson

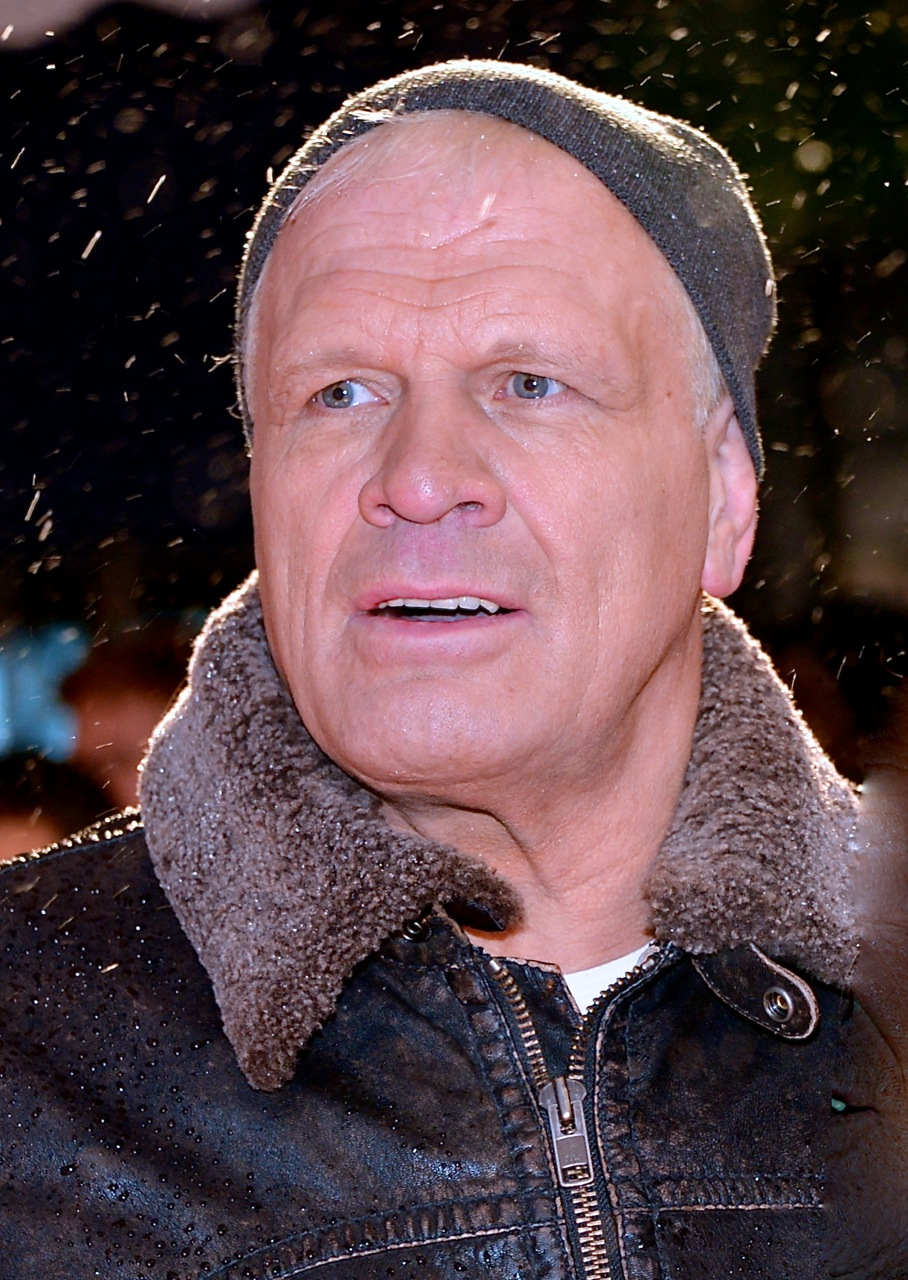
Frank Andersson

Frank Öivind Stefan Andersson (* 9. Mai 1956 in Trollhättan; † 9. September 2018) war ein schwedischer Ringer. Er war mehrfacher Welt- und Europameister sowie Gewinner der Bronzemedaille bei den Olympischen Spielen 1984 im griechisch-römischen Stil.

## Werdegang

### Ringer
Frank Anderson begann als Jugendlicher beim Trollhättans Athletklub mit dem Ringen. Im Laufe seiner langen Karriere startete er auch für den Lidköpings AS und den Athletikklub Göteborg. Er spezialisierte sich dabei auf den griechisch-römischen Stil, nahm aber auf nationaler Ebene vereinzelt auch an Freistilkonkurrenzen teil. Die wichtigsten Trainer, die ihn in seiner Laufbahn betreuten, waren Per Svensson und der Finne Leo Honkala. Der athletische, blondgelockte Frank Andersson war auf der Ringermatte eine charismatische Erscheinung. Er war nach seinem Schulbesuch offiziell in der Werbebranche tätig, konzentrierte sich während seiner aktiven Zeit aber wohl ausschließlich auf das Ringen.
Seine internationale Karriere begann bei der Junioren-Weltmeisterschaft 1973, bei der er im Mittelgewicht den Titel vor Tamas Kiknadse aus der UdSSR und dem Bulgaren Dimitrow gewann. Diesem Erfolg ließ er 1974 in Haparanda einen weiteren folgen. Er wurde dort Junioren-Europameister im Mittelgewicht vor dem sowjetischen Sportler Alexander Dubrowski. 1975 wurde er in Chaskowo zum zweiten Mal Junioren-Weltmeister. Er siegte im Mittelgewicht vor Istvan Nagy aus Ungarn und Werner Schröter aus der Bundesrepublik Deutschland. Seinen letzten Start bei einer internationalen Meisterschaft im Juniorenbereich absolvierte er bei der Junioren-Europameisterschaft in Posen. Im Halbschwergewicht verlor er dabei den Endkampf gegen den für die Sowjetunion startenden Armenier Airapet Minassjan und kam dadurch auf den 2. Platz.
Im Jahre 1975 startete er erstmals bei einer internationalen Meisterschaft der Senioren. Bei der Europameisterschaft in Ludwigshafen am Rhein kam er dabei im Mittelgewicht zu drei Siegen, u. a. besiegte er auch Werner Schröter, musste aber von Wladimir Tscheboksarow aus der UdSSR und Miroslav Janota aus der Tschechoslowakei Niederlagen hinnehmen und belegte insgesamt den 5. Platz. Schon ein Jahr später düpierte er als 20-Jähriger bei der Europameisterschaft in Leningrad die versammelte Weltelite und wurde Europameister im Halbschwergewicht. In den Endkämpfen bezwang er dabei Stojan Nikolow aus Bulgarien und Fred Theobald aus der BRD.
Bei den Olympischen Spielen 1976 in Montreal verlor er nach zwei Siegen gegen leichtere Gegner gegen Darko Nišavić aus Jugoslawien und gegen Stojan Nikolow, den er in Leningrad noch besiegt hatte, und erreichte deshalb nur den 5. Platz.
1977 schlug Frank Anderson bei der Europameisterschaft in Bursa im Halbschwergewicht mit Stojan Nikolow, Petre Dicu, Rumänien, Roman Wrocławski, Polen und Airapet Minassjan vier Weltklasseathleten hintereinander. Im Endkampf traf er auf Olympiasieger Csaba Hegedűs, einen blonden Ungarn, gegen den er knapp nach Punkten unterlag. Er wurde damit Vize-Europameister. Im gleichen Jahr wurde er dann in Göteborg erstmals Weltmeister im Halbschwergewicht. Dabei besiegte er u. a. Wiktor Awdessjew aus der UdSSR und Stojan Nikolow und nahm auch an Csaba Hegedűs erfolgreich Revanche für die Niederlage bei der Europameisterschaft des gleichen Jahres.
Im Jahre 1978 wurde Frank Anderson in Oslo Europameister im Halbschwergewicht. Er besiegte dort u. a. erneut Csaba Hegedűs, den starken Polen Czesław Kwieciński, Keijo Manni aus Finnland und nahm gegen Darko Nišavić Revanche für die Niederlage bei den Olympischen Spielen 1976. Bei der Weltmeisterschaft 1978 in Mexiko-Stadt bezwang er zwar erneut Wiktor Awdessjan, bekam aber im Kampf gegen Petre Dicu kurz vor Kampfende die dritte Verwarnung wegen Passivität, womit er disqualifiziert werden musste. Beide Ringer hatten bis dahin jeweils zwei Verwarnungen erhalten. Im Kampf gegen Stojan Nikolow fielen keine Wertungen, so dass beide Ringer nach der jeweils dritten Verwarnung disqualifiziert wurden. Frank Andersson kam dadurch auf den 2. Platz und wurde Vize-Weltmeister.
Zum erfolgreichsten Jahr in der Laufbahn von Frank Andersson wurde das Jahr 1979. Zunächst wurde er im Frühjahr 1979 in Bukarest mit Siegen über Jiri Kacirek aus der CSSR, Keijo Manni, Norbert Növényi aus Ungarn, Pedro Pawlidis aus der BRD und Petre Dicu Europameister im Halbschwergewicht und im Herbst des Jahres 1979 gewann er in San Diego auch zum zweiten Mal den Weltmeistertitel. Seine Endkampfgegner waren dort Pedro Pawlidis und Norbert Növényi, die er beide besiegte.
Bei der Europameisterschaft 1980 in Prievidza bezwang Frank Andersson zwar erneut Petre Dicu und Stojan Nikolow, unterlag aber gegen den aus dem Mittelgewicht kommenden mehrfachen Weltmeister Igor Kanygin und belegte hinter diesem den 2. Platz im Halbschwergewicht. Bei den Olympischen Spielen 1980 in Moskau, die von Schweden nicht boykottiert wurden, siegte er über Georgios Pozidis aus Griechenland, Czesław Kwieciński und Franz Pitschmann aus Österreich, unterlag aber gegen Petre Dicu und erneut gegen Igor Kanygin, womit er auf den 4. Platz abrutschte und keine Medaille gewann.
1981 kam Frank Andersson aber wieder auf die Erfolgsspur zurück. Er wurde in Göteborg Europameister im Halbschwergewicht, wobei er mit Atanas Komtschew aus Bulgarien und Bogusław Dąbrowski aus Polen zwei neue und mit Franz Pitschmann, Keijo Manni und Alexander Dubrowski drei alte Rivalen besiegte. Bei der Weltmeisterschaft dieses Jahres traf er im Finale wieder auf Igor Kanygin und musste sich diesem wieder geschlagen geben.
Genauso erging es ihm bei der Europameisterschaft 1982 in Warna. Wieder war im Finale Igor Kanygin Endstation, was für Frank Andersson den 2. Platz bedeutete. Bei der Weltmeisterschaft 1982 in Kattowitz konnte er dann endlich den Spieß umdrehen und zum dritten Mal Weltmeister werden. Er ließ dabei Atanas Komtschew, Igor Kanygin und Ilie Matei aus Rumänien hinter sich.
1983 startete Frank Andersson nur bei der Weltmeisterschaft in Kiew. Er kam dort überhaupt nicht zurecht und erzielte mit dem 7. Platz im Halbschwergewicht die schlechteste Platzierung bei einer internationalen Meisterschaft seiner ganzen Karriere. Bei den Olympischen Spielen 1984 in Los Angeles war er nicht in allerbester Form, da dort aber die starken Ringer aus den Ostblockstaaten fehlten, kam er trotzdem mit Siegen über Rahman, Irak, Kallos, Kanada, Georgios Pozidis, Griechenland und Uwe Sachs, BRD und einer Niederlage gegen Steve Fraser aus den Vereinigten Staaten auf den dritten Platz und gewann damit im dritten Anlauf mit der Bronzemedaille endlich eine olympische Medaille.
Seinen letzten Start bei einer internationalen Meisterschaft absolvierte Frank Andersson dann im Jahre 1985 bei der Weltmeisterschaft im norwegischen Kolbotn, einem Vorort von Oslo. Er war aber nicht mehr in der Form der früheren Jahre und musste sich mit dem 6. Platz im Halbschwergewicht zufriedengeben.

### Als Wrestler
Frank Andersson beendete seine Karriere als Ringer und trat in den Vereinigten Staaten und Japan als Wrestler auf. 1991 wrestelte er in Japan für New Japan Pro-Wrestling (NJPW). Nach einem Jahr Pause brachte es auch zu einigen Auftritten bei World Championship Wrestling (WCW), wo er einige Kämpfe gewinnen durfte. Insgesamt gesehen war er in diesem Metier aber nicht allzu erfolgreich. Seinen letzten Kampf bestritt er am 26. Juni 1995 gegen Chris Sawyer. Er kehrte daraufhin nach Schweden zurück.

### Nach seiner Sportkarriere
Nach seiner Rückkehr nach Schweden wurde Andersson drogenabhängig und fiel in ein tiefes Loch. Anfang der 2000er Jahre musste er aufgrund privater Probleme sogar Privatinsolvenz anmelden. Ab 2002 lebte er mit seiner Lebensgefährtin und seinen zwei Kindern in Spanien, zog aber später wieder nach Schweden. Seit 2006 galt er als clean. In Schweden nahm er 2011 an der sechsten Staffel von Let’s Dance teil, wo er zusammen mit seiner Tanzpartnerin Charlotte Sinclair Zweiter wurde.
2014 trat er in der schwedischen Independent-Promotion STHLM Wrestling an, wo er zunächst ein Tag-Team-Match mit Jim Duggan bestritt und anschließend den Championship-Titel gewinnen durfte.
Im August 2018 wurde Andersson mit Herzproblemen in ein Krankenhaus eingeliefert. Am 6. September wurde er operiert und ein Herzschrittmacher eingesetzt. Er verstarb am 9. September an Komplikationen.

## Ehrungen
Für seine außerordentlichen Verdienste um das Ringen wurde er mehrfach geehrt. So wurde er 1977 mit der Svenska-Dagbladet-Goldmedaille ausgezeichnet. Im September 2006 wurde Frank Andersson in die FILA International Wrestling Hall of Fame aufgenommen.

## Internationale Erfolge
| Jahr | Platz  | Wettbewerb                            | Gewichtsklasse | |
| 1973 | 1.     | Junioren-WM (Espoirs)                 | Mittel         | vor Tamas Kiknadse, UdSSR u. Dimitrow, Bulgarien |
| 1974 | 1.     | Turnier in Fredriksvärk/Dänemark      | Mittel         | vor Fred Theobald, BRD u. A.A. de Rooy, Niederlande |
| 1974 | 1.     | Junioren-EM (Espoirs) in Haparanda    | Mittel         | vor Alexander Dubrowski, UdSSR, Arto Vainiö, Finnland u. Kurt Spaniol, BRD |
| 1975 | 3.     | Turnier in Helsinki                   | Mittel         | hinter Miklós Hegedűs, Ungarn u. Nikolai Nizbicki, UdSSR |
| 1975 | 1.     | Junioren-WM (Espoirs) in Chaskowo     | Mittel         | vor Tumpalow, Bulgarien u. Zaharia Feleja, Rumänien |
| 1975 | 4.     | Großer Preis der BRD in Aschaffenburg | Mittel         | hinter André Bouchoule, Frankreich, Ion Enache, Rumänien u. Josip Mayor, Ungarn                                                                                                   |
| 1975 | 5.     | EM in Ludwigshafen am Rhein           | Mittel         | mit Siegen über Istvan Nagy, Ungarn, Werner Schröter, BRD u. Dimitar Manchorow, Bulgarien u. Niederlagen gegen Wladimir Tscheboksarow, UdSSR u. Miroslav Janota, Tschechoslowakei |
| 1976 | 2.     | Turnier in Klippan                    | Halbschwer     | hinter Stojan Nikolow, Bulgarien, vor Dieter Heuer, DDR |
| 1976 | 1.     | EM in Leningrad                       | Halbschwer     | mit Siegen über Aslan Aslan, Türkei, Roman Wrocławski, Polen, István Séllyei, Ungarn, Dieter Heuer, Stojan Nikolow u. Fred Theobald, BRD                                          |
| 1976 | 2.     | Junioren-EM in Posen                  | Halbschwer     | hinter Airapet Minassjan, UdSSR, vor Stantschew, Bulgarien |
| 1976 | 5.     | OS in Montreal                        | Halbschwer     | mit Siegen über Ambroise Sarr, Senegal u. Hashem Kolahi, Iran u. Niederlagen gegen Darko Nišavić, Jugoslawien u. Stojan Nikolow                                                   |
| 1977 | 2.     | Turnier in Klippan                    | Halbschwer     | hinter Airapet Minassjan, vor Iwanow, Bulgarien |
| 1977 | 2.     | Turnier in Helsinki                   | Halbschwer     | hinter Czesław Kwieciński, Polen, vor Pedro Pawlidis, BRD |
| 1977 | 2.     | EM in Bursa                           | Halbschwer     | mit Siegen über Stojan Nikolow, Petre Dicu, Rumänien, Roman Wrocławski, Polen u. Airapet Minassjan u. einer Niederlage gegen Csaba Hegedűs, Ungarn                                |
| 1977 | 1.     | WM in Göteborg                        | Halbschwer     | mit Siegen über Mitch Hull, USA, Georgios Pozidis, Griechenland, Wiktor Awdessjew, UdSSR, Allan Karing, Dänemark, Csaba Hegedűs, Stojan Nikolow und Petre Dicu                    |
| 1978 | 3.     | Turnier in Klippan                    | Halbschwer     | hinter Igor Kanygin, UdSSR u. Keijo Manni, Finnland |
| 1978 | 1.     | EM in Oslo                            | Halbschwer     | mit Siegen über Stig Kleven, Norwegen, Csaba Hegedűs, Czesław Kwieciński, Darko Nišavić, Petre Dicu u. Keijo Manni                                                                |
| 1978 | 2.     | WM in Mexiko-Stadt                    | Halbschwer     | mit Siegen über Pete Simons, USA, Henri d'Haes, Belgien, Aslan Aslan, Türkei u. Wiktor Awdessjew u. Niederlagen gegen Petre Dicu u. Stojan Nikolow                                |
| 1979 | 1.     | Turnier in Lidköping                  | Halbschwer     | vor Christer Gulldén, Schweden u. Stig Kleven |
| 1979 | 1.     | Turnier in Klippan                    | Halbschwer     | vor Airapet Minassjan, Keijo Manni, Christer Gulldén u. Sören Claesson, Schweden                                                                                                  |
| 1979 | 1.     | EM in Bukarest                        | Halbschwer     | mit Siegen über Jiri Kacirek, CSSR, Kejo Manni, Norbert Növényi, Ungarn, Pedro Pawlidis u. Petre Dicu                                                                             |
| 1979 | 1.     | WM in San Diego                       | Halbschwer     | mit Siegen über Yoshihiro Fujito, Japan, Iwan Petkow, Bulgarien, Jose Poll, Kuba, Christophe Andanson, Frankreich, Pedro Pawlidis u. Norbert Növényi                              |
| 1980 | 2.     | EM in Prievidza                       | Halbschwer     | mit Siegen über Ladislav Bojko, CSSR, Giuseppe Vitucci, Italien, Petre Dicu u. Stojan Nikolow u. einer Niederlage gegen Igor Kanygin                                              |
| 1980 | 4.     | OS in Moskau                          | Halbschwer     | mit Siegen über Georgios Pozidis, Czesław Kwieciński u. Franz Pitschmann, Österreich u. Niederlagen gegen Igor Kanygin u. Petre Dicu                                              |
| 1980 | 3.     | Weltcup in Trelleborg                 | Schwer         | hinter Greg Gibson, USA u. Nikolai Inkow, UdSSR, vor Yukio Yoshida, Japan |
| 1981 | 3.     | Turnier in Västerås                   | Halbschwer     | hinter Keijo Manni u. Norbert Növényi, vor Waleri Dolgich, UdSSR u. Thomas Horschel, DDR                                                                                          |
| 1981 | 1.     | EM in Göteborg                        | Halbschwer     | mit Siegen über Atanas Komtschew, Bulgarien, Franz Pitschmann, Bogusław Dąbrowski, Polen, Keijo Manni u. Alexander Dubrowski                                                      |
| 1981 | 2.     | WM in Oslo                            | Halbschwer     | mit Siegen über Franz Pitschmann, Bogusław Dąbrowski, Ilie Matei, Rumänien, Georgios Pikilidis, Griechenland u. einer Niederlage gegen Igor Kanygin                               |
| 1982 | 2.     | EM in Warna                           | Halbschwer     | hinter Igor Kanygin, vor Atanas Komtschew, Ilie Matei u. Georgios Pozidis |
| 1982 | 1.     | WM in Kattowitz                       | Halbschwer     | vor Atanas Komtschew, Igor Kanygin u. Ilie Matei |
| 1983 | 3.     | Turnier in Klippan                    | Halbschwer     | hinter Atanas Komtschew und Igor Kanygin |
| 1983 | 7.     | WM in Kiew                            | Halbschwer     | Sieger: Igor Kanygin vor Atanas Komtschew u. Norbert Növényi |
| 1984 | Bronze | OS in Los Angeles                     | Halbschwer     | mit Siegen über Rahman, Irak, Kallos, Kanada, Georgios Pozidis u. Uwe Sachs, BRD u. einer Niederlage gegen Steve Fraser, USA                                                      |
| 1985 | 2.     | Weltcup in Lund/Schweden              | Halbschwer     | hinter Khavas-Bautin Mulajew, UdSSR, vor Guillermo Cruz, Kuba |
| 1985 | 6.     | WM in Kolbotn                         | Halbschwer     | hinter Michael Houck, USA, Igor Kanygin, Atanas Komtschew, Ilie Matei u. Bogdan Merkiel, Polen                                                                                    |

## Schwedische Meisterschaften
Frank Andersson wurde 1975 und 1978 im Mittelgewicht und 1976, 1980 und 1983 im Halbschwergewicht schwedischer Meister
Erläuterungen
- alle Wettbewerbe im griechisch-römischen Stil
- OS = Olympische Spiele, WM = Weltmeisterschaft, EM = Europameisterschaft
- Mittelgewicht, bis 82 kg, Halbschwergewicht, bis 90 kg u. Schwergewicht, bis 100 kg Körpergewicht